# Liste der Biografien/Murk
Liste der Biografien |
Portal Biografien |
Personensuche
# |
A |
B |
C |
D |
E |
F |
G |
H |
I |
J |
K |
L |
M |
N |
O |
P |
Q |
R |
S |
T |
U |
V |
W |
X |
Y |
Z |
?
 
Ma |
Mb |
Mc |
Md |
Me |
Mf |
Mg |
Mh |
Mi |
Mj |
Mk |
Ml |
Mm |
Mn |
Mo |
Mp |
Mq |
Mr |
Ms |
Mt |
Mu |
Mv |
Mw |
Mx |
My |
Mz
 
Mua |
Mub |
Muc |
Mud |
Mue |
Muf |
Mug |
Muh |
Mui |
Muj |
Muk |
Mul |
Mum |
Mun |
Muo |
Mup |
Muq |
Mur |
Mus |
Mut |
Muu |
Muv |
Muw |
Mux |
Muy |
Muz
 
Mura |
Murb |
Murc |
Murd |
Mure |
Murf |
Murg |
Murh |
Muri |
Murj |
Murk |
Murl |
Murm |
Murn |
Muro |
Murp |
Murr |
Murs |
Murt |
Muru |
Murv |
Murw |
Mury |
Murz
Die Liste der Biografien führt alle Personen auf, die in der deutschsprachigen Wikipedia einen Artikel haben. Dieses ist eine Teilliste mit 17 Einträgen von Personen, deren Namen mit den Buchstaben „Murk“ beginnt.

## Murk
- Murk, Seraina (* 1971), Schweizer Freestyle- und Speedskisportlerin
- Murk, Tista (1915–1992), Schweizer Schriftsteller

### Murke
- Murken, Axel Hinrich (* 1937), deutscher Medizinhistoriker und Kunsthistoriker
- Murken, Christa (* 1944), deutsche Kunsthistorikerin und Malerin
- Murken, Diedrich (1893–1958), deutscher Gynäkologe
- Murken, Elimar (1870–1946), deutscher Jurist, Bankdirektor und Politiker
- Murken, Jan (* 1934), deutscher Humangenetiker, Kommunalpolitiker und Museumsleiter
- Murken, Jens (* 1969), deutscher Historiker, Archivar und Hochschullehrer
- Murken, Sebastian (* 1963), deutscher Psychotherapeut und Religionswissenschaftler

### Murki
- Murkin, Derry (* 1999), englischer Fußballspieler

### Murko
- Murkomen, David Kemboi (* 1974), kenianischer Marathonläufer
- Murková, Eva (* 1962), slowakische Weitspringerin und Sprinterin
- Murkowski, Frank (* 1933), US-amerikanischer Politiker
- Murkowski, Knut (* 1966), deutscher Basketballspieler
- Murkowski, Lisa (* 1957), US-amerikanische Politikerin (Republikanische Partei)Lisa Murkowski (* 1957)

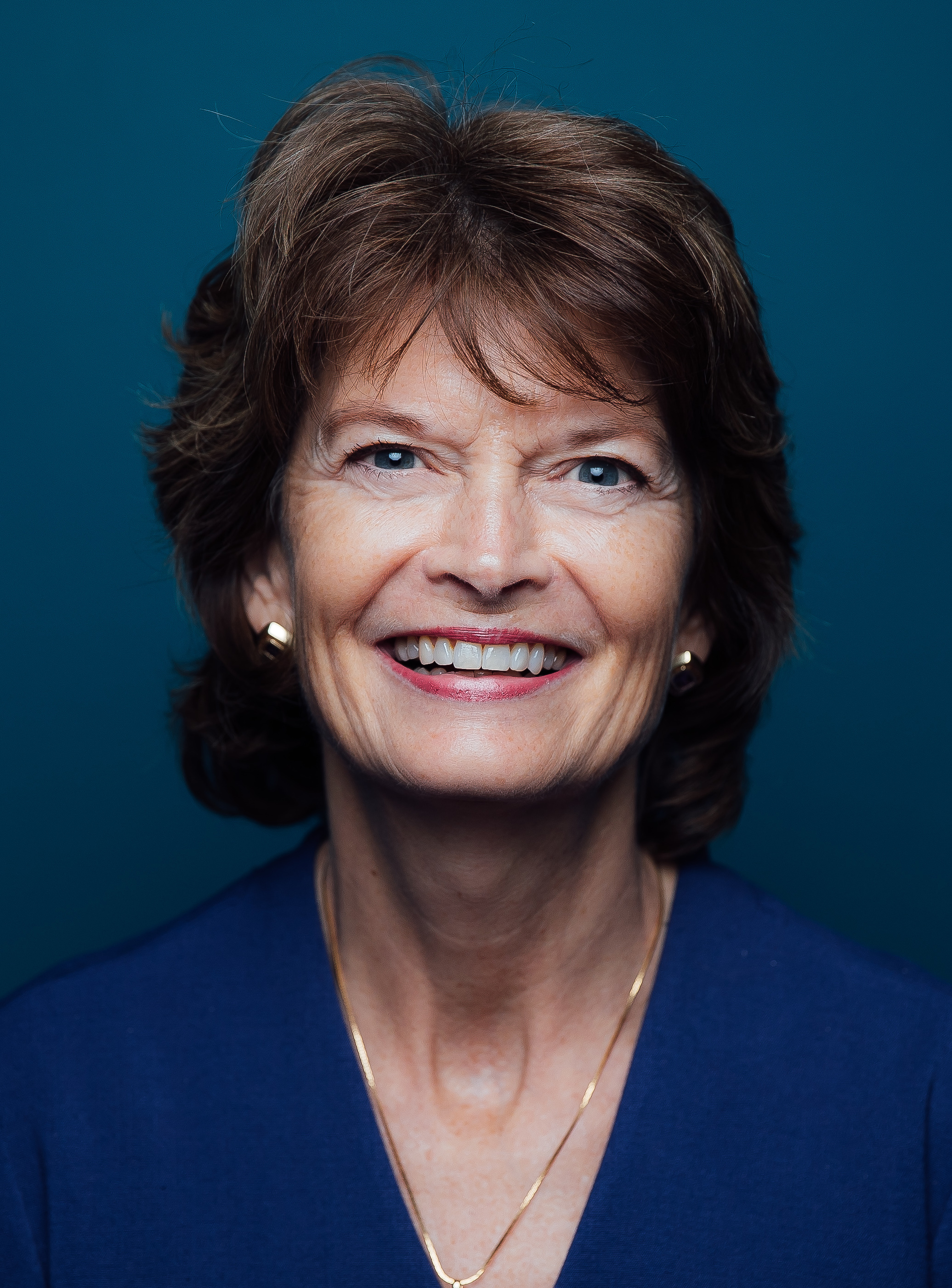
Lisa Murkowski (* 1957)

### Murku
- Murkudis, Kostas (* 1959), griechisch-deutscher Modedesigner
- Murkus, Amal (* 1968), palästinensische Sängerin